# Wallander – Täckmanteln
Wallander – Täckmanteln är en svensk thriller från 2006. Det är den nionde filmen i den första omgången med Krister Henriksson som Kurt Wallander. Filmen släpptes på DVD den 19 juli 2006.

## Handling
En övergiven lastbil med container hittas i skogen och Linda och Svartman åker dit. I containern gör de en fruktansvärd upptäckt. Nio människor av utländsk härkomst ligger döda i den och mitt bland dem finns ett spädbarn som fortfarande lever. Det verkar som om man har kommit en människosmugglare på spåren.

## Rollista (urval)
- Krister Henriksson – Kurt Wallander
- Johanna Sällström – Linda Wallander
- Ola Rapace – Stefan Lindman
- Chatarina Larsson – Lisa Holgersson
- Marianne Mörck – Ebba
- Mats Bergman – Nyberg
- Fredrik Gunnarsson – Svartman
- Stina Ekblad – Karin Linder, obducenten
- Svante Martin – Hosse (Billy Jansson)
- Charlotte Fich – Henrietta
- Lars Göran Persson – Oskar Oskarsson
- Maria Kulle – Karin Berglund
- Lena Granhagen – abbedissan
- Mia Florberger – sjuksköterskan
- Jamil Drissi – Sahlstedt
- Christian Fex – Tengblad
- Sten Jonsson – klubbledare
- Mats Hellerstedt-Thorin – gårdsägaren